# Украина на «Евровидении-2014»
Украина приняла участие в конкурсе песни Евровидение 2014 в Копенгагене, Дания. Согласно финалу национального отбора, страну представила Мария Яремчук с песней «Tick-Tock».

## Национальный отбор

### Формат
Заявки на участие принимались до 7 декабря 2013 года, всего было подано 56 заявок. Финалистов выбирало жюри: музыкальный продюсер Михаил Некрасов, генеральный продюсер радио Lux.FM Евгений Фешак и программный директор канала RU Music Владимир Козлов.

### Финал
Финал национального отбора состоялся 21 декабря 2013 года, который транслировался в прямом эфире на Первом Национальном телеканале и Национальной радиокомпании Украины. Участие приняло двадцать исполнителей.
| №  | Исполнитель         | Песня                      | Композитор                                                                    | SMS-голосование | SMS-голосование | Жюри | Итог | Место |
| -- | ------------------- | -------------------------- | ----------------------------------------------------------------------------- | --------------- | --------------- | ---- | ---- | ----- |
| 1  | Дует «Анна-Мария»   | «5 Stars Hotel»            | Эдуард Приступа, Сергей Озерянский                                            | 136             | 1               | 3    | 4    | 16    |
| 2  | Роман Полонский     | «Wanted Dead Or Alive»     | Роман Полонский, Сергей Дубенко                                               | 73              | 1               | 5    | 6    | 12    |
| 3  | Uli Rud             | «Цветок»                   | Михаил Клименко, Ксения Шевченко                                              | 76              | 1               | 1    | 2    | 20    |
| 4  | Мариетта            | «It’s My Life»             | Дмитрий Сидоров, Натали Дали                                                  | 107             | 1               | 4    | 5    | 14    |
| 5  | Стас Шуринс         | «Why»                      | Стас Шуринс                                                                   | 194             | 4               | 5    | 9    | 10    |
| 6  | Анатолий Шпарев     | «Waiting For You»          | A. Осадчук                                                                    | 124             | 1               | 7    | 8    | 11    |
| 7  | Наталья Валевская   | «Love Makes You Beautiful» | Линда Перссон, Ильва Перссон                                                  | 1,050           | 9               | 5    | 14   | 5     |
| 8  | Лиза Вассаби        | «No Fear»                  | Елизавета Жихарева                                                            | 170             | 2               | 1    | 3    | 18    |
| 9  | Владимир Ткаченко   | «Быть там, где ты»         | Владимир Ткаченко, Ирини Пириг                                                | 368             | 5               | 11   | 16   | 3     |
| 10 | Шанис               | «Моя Душа»                 | Элайджа                                                                       | 47              | 1               | 9    | 10   | 9     |
| 11 | Виктория Петрик     | «Love Is Lord»             | Гига Кухианидзе, Б. Кадагидзе                                                 | 476             | 7               | 10   | 17   | 2     |
| 12 | Евгений Литвинкович | «Стрелянная птица»         | Евгений Литвинкович                                                           | 1,090           | 10              | 2    | 12   | 8     |
| 13 | НеАнгелы            | «Courageous»               | Александр Бард, Андреас Орн, Кристиан Уолберг, Пер Люнгквист, Хенрик Викстрем | 800             | 8               | 6    | 14   | 5     |
| 14 | Иллария             | «I’m Alive»                | Катерина Прищепа                                                              | 420             | 6               | 8    | 14   | 5     |
| 15 | Таня Ширко          | «Let Go»                   | Юлия Слободян, Евгений Матюшенко                                              | 171             | 3               | 3    | 6    | 12    |
| 16 | Таня Берк           | «Believe Me»               | Борис Таршис                                                                  | 41              | 1               | 3    | 4    | 16    |
| 17 | Мария Яремчук       | «Tick-Tock»                | Мария Яремчук                                                                 | 3,478           | 12              | 12   | 24   | 1     |
| 18 | Виктор Романченко   | «На краю пропасти»         | Владимир Душевный, Виктор Романченко                                          | 1,170           | 11              | 5    | 16   | 3     |
| 19 | Анна Ходоровская    | «Если есть любовь»         | Руслан Квинта, Виталий Куровский                                              | 99              | 1               | 2    | 3    | 18    |
| 20 | Денис Любимов       | «Love»                     | Денис Любимов                                                                 | 120             | 1               | 4    | 5    | 14    |

## На Евровидении
Представительница Украины на конкурсе выступала во второй половине первого полуфинала, который прошёл 6 мая 2014 года в Копенгагене, и вышла в финальную часть конкурса, заняла 6 место.